# Vallási turizmus
Vallási turizmus alatt azokat az utazásokat értjük, amelyek célja a vallási, szakrális műemlékek (templomok, kolostorok, bemutatóhelyek) meglátogatása, vallási rendezvényeken (hitélethez kapcsolódó ünnepek, egyházi kulturális, zenei programok, egyházi személyek látogatása) való részvétel, zarándoklat, lelkigyakorlat (ifjúsági táborok, missziós táborok). Vizsgálatával a vallási néprajz, vallásföldrajz foglalkozik.

## Vallási turizmussal kapcsolatos videók
- A vallásturizmus világának felfedezése[1]

## Statisztikák
Bár egyelőre nem készült átfogó tanulmány a világ vallásturizmusáról, az ágazat néhány szegmensét már megvizsgálták:
- A World Religious Travel Association és a WTO adatai szerint 2007-ben 300-330 millióan keresték fel a világ szent helyeit. Az ágazat éves forgalmát 18 milliárd dollárra becsülik.
- Észak-amerikai vallási turisták mintegy 10 millió amerikai dollár jövedelmet adnak az ágazatnak.[2]
- Az Egyesült Államok Turisztikai Hivatala (U.S. Office of Travel and Tourism Industries) adatai azt mutatják, hogy a vallási céllal külföldre utazók száma a 2002-es 491 000 főről 2005-re 633 000 főre emelkedett (30%-os növekedés).
- A Vallási Konferenciarendező Szervezet (Religious Conference Management Association) felmérése szerint 2006-ban több mint 14,7 millió ember vett részt vallási találkozókon (a szervezet tagjai közül), ami több mint 10 millió fővel haladja meg az 1994-es részvételt.
- A metodista egyház 455%-os növekedést tapasztalt 1992 és 2006 között a missziókon részt vevő önkéntesek számában.
- A Keresztény Táborok és Találkozók Szervezete (Christian Camp and Conference Association) állítása szerint több, mint 8 millió tagja vett részt az általuk rendezett táborokban és találkozókon mintegy 120 000 templomban.
- A vallási szempontból érdekes látnivalóknak több százezer látogatója van évente. Ennek amerikai példái: Sight & Sound Theatre – évi 800 000 néző, Holy Land Experience és Focus on the Family Welcome Center – évi 250 000 vendég.
- Az Egyesült Államok 50 000 temploma szervez vallási utakat.
- Az utazók egynegyede (25%) lelki úton, lelkigyakorlaton szándékozott részt venni.

## Keresztény turizmus
A keresztény turizmus a vallási turizmus egy alfaja. A vallási turizmus leghatalmasabb ágaként becslések szerint közel 150 millió ember (a világ keresztényeinek mintegy 7%-a) kel útra minden évben zarándoklatra. 

## Magyar vonatkozások
Magyarországon évente rendeznek hagyománnyá vált találkozókat (pl. Nagymaros, Egerszalók) és zarándoklatokat. A nemzeti kegyhelyeken rendszeresen szerveznek búcsúkat, amelyek általában egy-egy tematikához kapcsolódva az azonos helyzetű vagy érdeklődésű embereket hívják (pl. betegek búcsúja, iskolák zarándoklata a hazáért). Az egyház által fenntartott oktatási intézmények, a cserkészcsapatok és az egyházközösségek rendszeresen szerveznek zarándoklatokat, lelkigyakorlatokat és táborokat fiatalok és családok számára. Ezen események jelentősége nemcsak abban rejlik, hogy rengeteg embert mozgatnak meg és hozzájárulnak az idegenforgalom különböző szintű bevételeihez (utazás, szállás, étkezés), hanem abban is, hogy a résztvevők lelkileg gazdagodva térve haza sok munkával és nagy odafigyeléssel munkálkodnak másokért. Emellett nemzetgazdasági szerepe is kimutatható, bár nem számottevő: 2007-ben az összes beutazás 0,4%-a tartozott a vallási turizmus tárgykörébe. Az összes vallási célú beutazás 92%-a azonban egynapos.

## Fordítás
Ez a szócikk részben vagy egészben  a    Religious tourism című angol Wikipédia-szócikk ezen változatának fordításán alapul.  Az eredeti cikk szerkesztőit annak laptörténete sorolja fel. Ez a jelzés csupán a megfogalmazás eredetét és a szerzői jogokat jelzi, nem szolgál a cikkben szereplő információk forrásmegjelöléseként.